# Karl H. Pribram
Karl H. Pribram (25. února 1919, Vídeň, Rakousko – 19. ledna 2015) byl americký neurochirurg a myslitel. Byl profesorem Georgetown University, Washington, D.C. a emeritním profesorem psychologie a psychiatrie na Stanfordově univerzitě a Radford University, Radford, Virginia.

## Život
Vystudoval na University of Chicago, titul B.S. (Bachelor of Science) získal v roce 1938, titul M.D. v roce 1941. Působil postupně v Yerkes Laboratories of Primate Biology (1946), Yale University (1948), Center ofor Advanced Studies, Stanford University. Od roku 1959 působil na Stanfordově univerzitě.
Jeho manželkou byla americká spisovatelka Katherine Neville.

## Dílo

### Ocenění díla
Je nositelem řady cen a čestných titulů. V roce 1999 se stal prvním nositelem Ceny VIZE 97 .

## Spisy
- Perception and action : selected readings, Harmondsworth : Penguin Books, 1969
- Mood, states and mind : selected readings, Harmondsworth : Penguin Books, 1969
- Memory mechanisms : selected readings, Harmondsworth : Penguin Books, 1969
- Brain and Behaviour, Harmondsworth : Penguin Books, 1969
- Adaptation : selected readings, Harmondsworth : Penguin Books, 1969

### České překlady
- Mozek a mysl : holonomní pohled na svět, uspořádal Jiří Fiala, překlad: Jiří Adamovič, Jiří Fiala a Zuzana Ladzianska, Praha : Gallery, 1999, ISBN 80-86010-19-8